# Lord Voldemort
Lord Voldemort (pronuncia inglese: /ˈvoʊldəmɔːɹ/), il cui vero nome è Tom Orvoloson Riddle (nell'originale inglese e nella nuova traduzione italiana, Tom Marvolo Riddle) è il principale antagonista della serie letteraria di Harry Potter, scritta da J. K. Rowling. Compare nello stesso ruolo anche nella serie cinematografica tratta dai libri e in tutte le altre opere derivate.
Nel mondo magico Voldemort è il mago oscuro più grande e temuto di sempre, e uno tra i maghi più potenti e capaci di tutti i tempi. Egli persegue degli ideali di purezza di sangue e di superiorità della popolazione magica nei confronti di quella babbana. Dopo essere salito al potere alcuni anni prima dell'inizio della saga, dà avvio a un periodo di repressione e terrore che termina quando, nel tentativo di uccidere il neonato Harry Potter, l'incantesimo mortale scagliato contro il piccolo gli si ritorce contro riducendolo a un'ombra disincarnata e privandolo di gran parte dei suoi poteri. Riottenuto un corpo fisico nel finale del quarto libro, tenta nuovamente di appropriarsi del mondo magico ma è infine sconfitto grazie agli sforzi combinati di Harry e dei suoi compagni. La paura che incute tra la gente è così grande che la maggior parte delle persone addirittura rifiuta di pronunciare il suo nome, chiamandolo solitamente "Colui-Che-Non-Deve-Essere-Nominato" o "Tu-Sai-Chi", mentre i suoi seguaci, i Mangiamorte, si riferiscono a lui con il titolo di "Signore Oscuro".
È ritenuto uno degli antagonisti letterari e cinematografici più crudeli di sempre, nonché uno dei più apprezzati. Negli adattamenti cinematografici è interpretato da Ralph Fiennes; in italiano è doppiato da Massimo Popolizio.

## Concezione e sviluppo
Secondo quanto dichiarato in un'intervista del 1999, durante l'ideazione della storia di Harry Potter l'autrice J. K. Rowling è partita dal presupposto che il protagonista Harry non fosse a conoscenza della sua natura magica, e da lì è tornata indietro per capire come ciò fosse possibile:
(J. K. Rowling in un'intervista del 1999 alla radio statunitense WAMU 88.5 FM, di Washington)
Il motivo della maledizione doveva quindi essere tenuto all'oscuro, e Harry avrebbe dovuto cercare di scoprire il perché della maledizione:
(dalla stessa intervista)
Con il prosieguo della storia la Rowling ha svelato sempre maggiori dettagli sul suo passato, fino al sesto libro, in cui Harry e i lettori scoprono, attraverso alcuni ricordi esaminati nel Pensatoio, tutta la verità sulle sue origini, la sua infanzia e la sua crescita, che hanno portato il mago oscuro a diventare quello che è.
Secondo l'autrice, Voldemort non è basato su alcuna persona reale. Nel descriverlo, però, la Rowling lo paragona a un despota, definendolo «uno psicopatico furibondo, privo delle reazioni proprie delle persone normali alle sofferenze altrui». L'autrice ha dichiarato che Voldemort ricorda in qualche modo alcuni famosi dittatori del XX secolo: nell'ideare la sua battaglia per la superiorità dei maghi purosangue si sarebbe ispirata ad Adolf Hitler ed alle idee razziste del nazismo, parallelismo già notato precedentemente da altri critici e giornalisti, ma anche a Iosif Stalin, con il quale condivide diversi aspetti, tra cui quello di aver abbandonato il nome di famiglia per assumerne uno fittizio che invocasse paura e forza. Quando un fan le ha chiesto se il mago oscuro avesse un figlio, l'autrice ha dichiarato che non le piaceva l'idea di un Voldemort padre.

### Nome

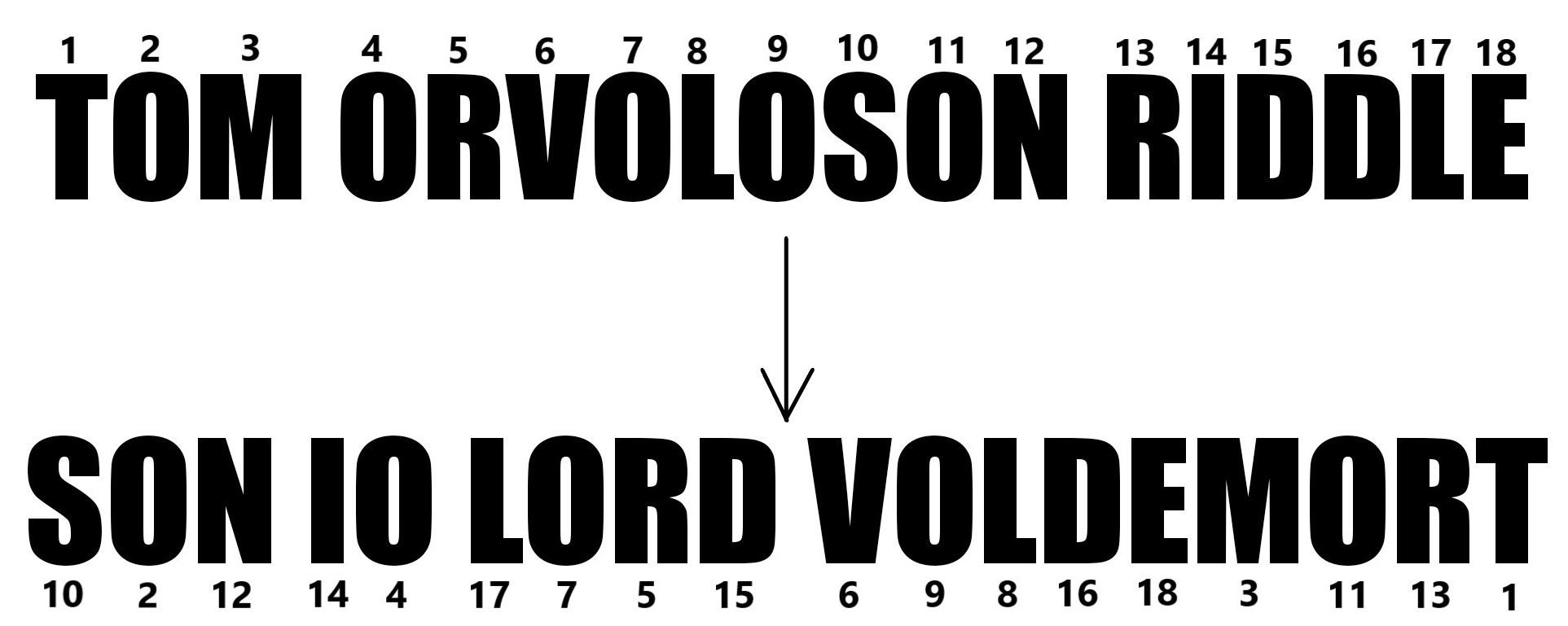
Schema dell'anagramma italiano di Tom Orvoloson Riddle

Il nome di battesimo di Voldemort è Tom Orvoloson Riddle (Tom Marvolo Riddle nell'originale e nella nuova traduzione italiana), nome scelto dalla madre Merope Gaunt in punto di morte per ricordare il padre del bambino, Tom Riddle, e il nonno materno Orvoloson Gaunt. Una volta cresciuto, Tom scelse di modificare il suo nome per rinnegare l'ascendenza babbana del padre, che aveva abbandonato la madre quando il figlio non era ancora nato dopo aver scoperto la natura magica di lei. Anagrammò quindi le lettere del suo nome e cognome per ottenere la frase "Son io Lord Voldemort" (I am Lord Voldemort partendo dal nome originale), un appellativo che evocasse rispetto e paura. Per mantenere inalterata questa corrispondenza, è stato necessario modificarne il nome di battesimo in modi differenti a seconda della lingua in cui veniva tradotto.
Impressionata dalla dimostrazione di forza che deriva dal riuscire a convincere qualcuno a non usare il proprio nome per la paura che suscita, come nel caso dei gangster londinesi gemelli Kray, la Rowling ha riprodotto la stessa situazione anche per il personaggio di Voldemort. Nella serie, infatti, quasi tutti i membri della comunità magica lo temono così tanto da aver paura anche solo a chiamarlo per nome: la maggior parte dei personaggi si riferisce a lui con espressioni come "Tu-Sai-Chi" (You-Know-Who) o "Colui-Che-Non-Deve-Essere-Nominato" (He-Who-Must-Not-Be-Named), mentre i suoi sottoposti Mangiamorte lo chiamano "Signore Oscuro" (Dark Lord).
Secondo l'autrice, "Voldemort" è semplicemente un nome inventato per suonare forte, potente ed esotico. Alcuni critici letterari, tuttavia, hanno ipotizzato possibili significati nascosti in esso: Philip Nel crede che derivi dal francese vol de mort, ossia "volo di (o della) morte", e in un articolo del 2002 Alleen e Don Nilsen sostengono che il nome produce nei lettori una «sensazione raccapricciante» a causa dell'associazione tra la parola francese mort nel nome e le parole inglesi derivanti dal latino mors, "morte". A causa di queste interpretazioni la Rowling ha sentito la necessità di chiarire che non ha niente contro la Francia e i francesi, affermando che Voldemort è «al 100% inglese» e che ha scelto i nomi senza considerare la loro origine.
Nonostante negli otto film venga pronunciato /ˈvoʊldəmɔːrt/ (approssimativamente Vòldemort), la Rowling ha rivelato che la pronuncia più corretta sarebbe /ˈvoʊldəmɔːr/ (appross. Vòldemor, con la t finale muta), pronuncia che era stata adottata per il primo audiolibro della serie letto da Jim Dale, ma poi abbandonata nei seguenti a causa dell'influenza dei film.

## Biografia del personaggio

### Infanzia e prima ascesa
Tom Orvoloson Riddle è l'ultimo discendente in linea diretta di Salazar Serpeverde da parte della madre Merope Gaunt, mentre il padre Tom Riddle è un babbano di cui Merope era innamorata: questa, con l'utilizzo di un filtro d'amore, riesce a fuggire con lui e a sposarlo. A un certo punto Merope decide di smettere di somministrare al marito la pozione, convinta che lui ormai la ami per davvero; Tom invece la lascia dopo aver scoperto che è una strega. Merope, incinta e stremata, riesce a giungere a Londra, dove muore poco dopo aver partorito il piccolo e averlo battezzato Tom, come il padre, e Orvoloson, come il nonno materno. Riddle cresce quindi in un orfanotrofio, dove scopre a poco a poco i suoi poteri magici, utilizzandoli per fare del male agli altri bambini; scopre anche di poter parlare con i serpenti, e queste scoperte fanno nascere in lui l'idea di essere superiore agli altri.
Al compimento degli undici anni, Silente giunge all'orfanotrofio per convincerlo a frequentare la scuola di magia di Hogwarts. Qui Tom viene smistato nella casa di Serpeverde e si dimostra uno studente modello. A scuola Riddle scopre che il padre, che aveva sempre creduto essere un mago, in realtà non aveva mai frequentato l'istituto, capendo di aver ereditato il sangue magico dalla madre e che questa è stata abbandonata per la sua natura. Rigetta quindi il nome paterno e assume l'identità di Lord Voldemort anagrammando le lettere del suo nome. A Hogwarts conosce anche coloro che sarebbero diventati i primi Mangiamorte ed entra nelle grazie del professor Horace Lumacorno, il quale gli fornisce involontariamente un aiuto per la creazione degli Horcrux, oggetti che contengono un frammento dell'anima del loro creatore, con cui il giovane intende rendersi immortale. Scoperto inoltre di essere l'erede di Serpeverde, Riddle riesce a trovare l'ingresso della camera dei segreti e la apre, utilizzando il basilisco rinchiuso in essa per aggredire i figli di babbani, causando così la morte di una ragazza, Mirtilla Malcontenta; con questo omicidio trasforma il suo diario nel suo primo Horcrux. In quegli anni trova e uccide suo padre e i suoi nonni paterni e fa ricadere la colpa degli omicidi sullo zio materno Orfin Gaunt, al quale ruba l'anello di Orvoloson, che diviene il suo secondo Horcrux.
Negli anni successivi al diploma lavora per un periodo come commesso da Magie Sinister, negozio che commercia articoli legati alla magia oscura, e tramite questo lavoro riesce a rintracciare e trasformare in Horcrux alcuni potenti artefatti magici, ossia il medaglione di Serpeverde, la coppa di Tassorosso e il diadema di Corvonero, quest'ultimo grazie alle informazioni ricevute dal fantasma di Helena Corvonero; nel mentre riunisce un gruppo di maghi a lui fedeli e inizia una campagna di "purificazione" del mondo magico dai nati babbani e di sottomissione dei babbani. Dopo aver richiesto il posto di insegnante di Difesa contro le Arti Oscure a Hogwarts e aver ottenuto un rifiuto da parte di Silente, Voldemort maledice la cattedra impedendo a chiunque insegni quella materia di permanere per più di un anno. Esce quindi allo scoperto e, grazie ai suoi Mangiamorte, instaura un regime di terrore destinato a durare per undici anni.
All'apice del suo dominio viene a conoscenza, tramite Severus Piton, della profezia di Sibilla Cooman, che annuncia la sua futura sconfitta per mano di un ragazzo nato alla fine di luglio da genitori che per tre volte lo hanno sfidato. Voldemort identifica il bambino in Harry Potter e, grazie al tradimento di Peter Minus, rintraccia i Potter e li uccide, per poi scagliarsi sul piccolo. Il sacrificio per amore della madre Lily impedisce però alla maledizione mortale di avere effetto, ritorcendola contro Voldemort: il mago oscuro perde tutti i suoi poteri e si riduce a un'ombra disincarnata, dandosi alla fuga. Un frammento della sua anima, tuttavia, si stacca da lui e si lega al piccolo Harry, rendendolo un Horcrux involontario.

### Seconda ascesa e morte

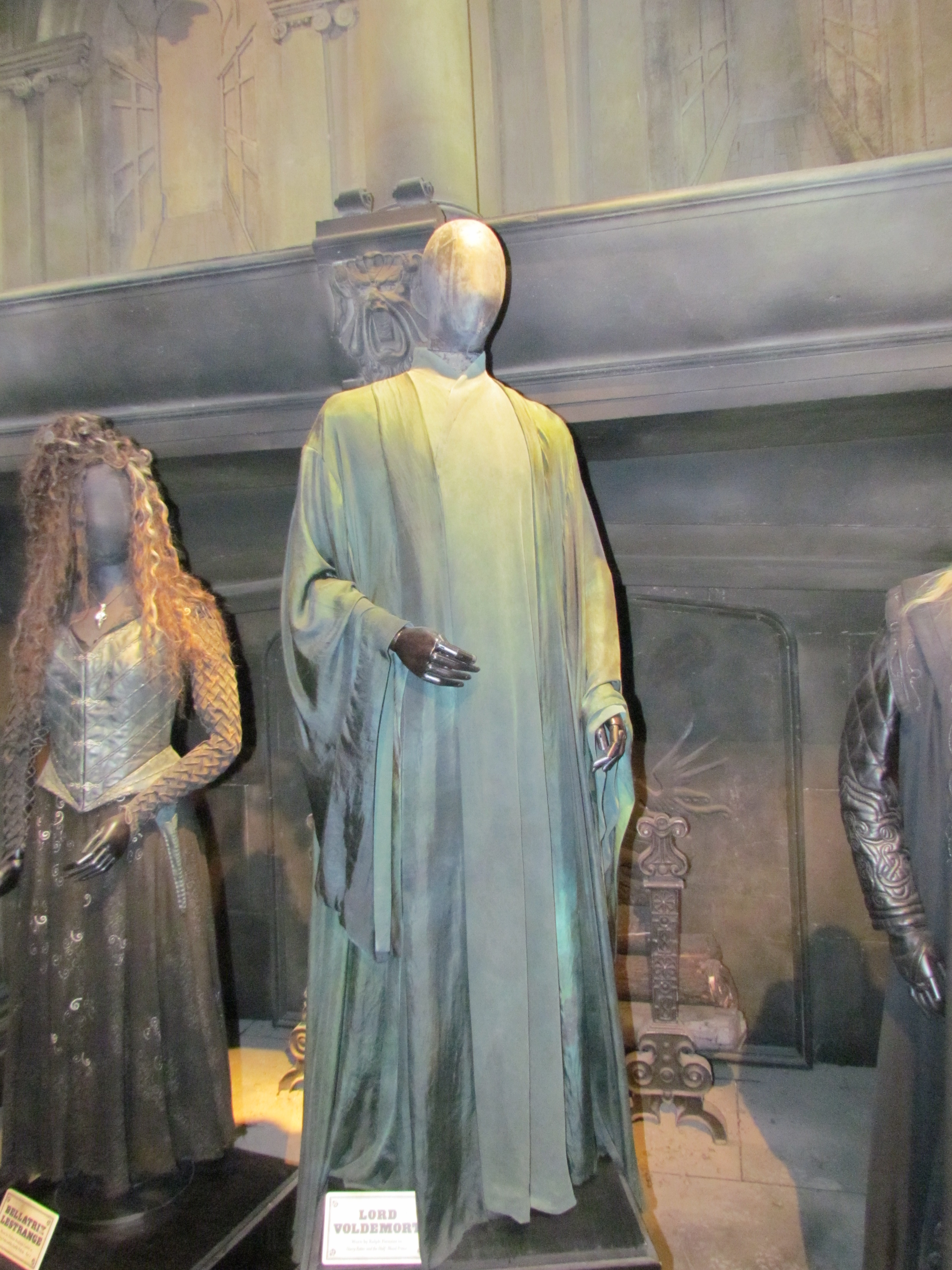
Manichino con indosso le vesti di Voldemort dopo la sua rinascita

Dopo quasi dieci anni di peregrinazioni Voldemort incontra Quirinus Raptor, appena promosso a insegnante di Difesa contro le Arti Oscure a Hogwarts, e lo convince ad aiutarlo a ottenere la pietra filosofale, con la quale intende riappropriarsi del suo corpo fisico. Voldemort quindi possiede Raptor, motivo per cui il professore si ritrova ad avere il volto di Voldemort sulla sua nuca, ma il suo piano viene sventato da Harry: Raptor viene quindi abbandonato da Voldemort e lasciato a morire.
Negli anni successivi riesce a riunirsi a Peter Minus, con il quale rintraccia Bertha Jorkins, una dipendente del Ministero della Magia a conoscenza dell'imminente Torneo Tremaghi: dopo averle estorto informazioni, i due la uccidono e Voldemort sfrutta l'assassinio per rendere Nagini, il suo serpente, il suo ultimo Horcrux. Scopre inoltre che anche Barty Crouch Jr., uno dei suoi Mangiamorte più fedeli, è ancora libero; con una serie di macchinazioni i tre riescono a far cadere Harry in trappola, facendogli vincere il torneo e trasportandolo al cimitero di Little Hangleton: qui Voldemort riottiene il suo corpo fisico utilizzando una pozione che contiene, tra gli altri ingredienti, anche il sangue di Harry. Prova quindi a uccidere il ragazzo, ma una connessione anomala tra le loro bacchette consente a Harry di fuggire.
Decide quindi di tenersi nascosto per qualche tempo, aiutato dal fatto che, nonostante gli avvertimenti di Harry e Silente, il Ministero e gran parte della comunità magica rifiutano di ammettere il suo ritorno. Prova intanto ad ottenere la registrazione della profezia custodita all'Ufficio Misteri, convinto che possa rivelargli come uccidere Harry, ma viene continuamente ostacolato dall'Ordine della Fenice. Poiché la profezia può essere consultata solo da coloro ai quali è riferita direttamente, sfrutta la connessione mentale che lo lega a Harry per indurlo ad andare al Ministero. Lì, nonostante gli sforzi dei Mangiamorte, la profezia viene distrutta e Silente impedisce a Voldemort di uccidere il ragazzo. La notizia del suo ritorno si sparge immediatamente nella comunità magica, e il Signore Oscuro inizia a instaurare nuovamente un regime di terrore nonostante i vari interventi del Ministero e dell'Ordine. Affida quindi a Draco Malfoy l'incarico di uccidere Silente, atto che viene però eseguito da Piton.

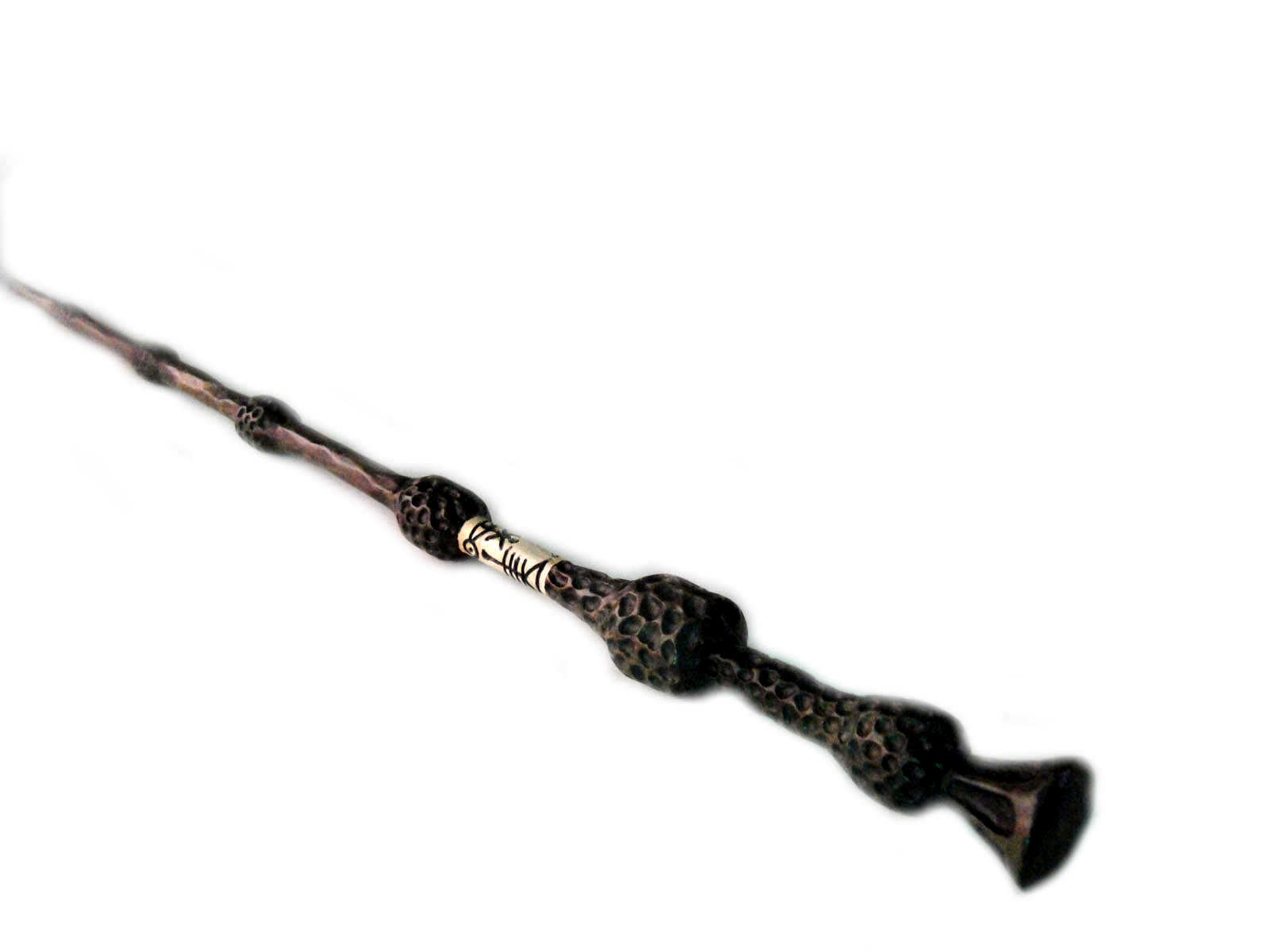
La Bacchetta di Sambuco (oggetto di scena nella trasposizione cinematografica)

Dopo aver fallito nuovamente nell'uccidere Harry con una bacchetta presa in prestito da Lucius Malfoy, Voldemort decide di andare alla ricerca della leggendaria Bacchetta di Sambuco, ritenuta la più potente di tutte, e la trova nella tomba di Silente, suo ultimo proprietario. Impadronitosi della bacchetta, scopre che Harry è alla ricerca degli Horcrux e che il medaglione di Serpeverde, il diario e l'anello di Orvoloson sono già stati distrutti. Allertato da Alecto Carrow della presenza di Harry a Hogwarts, si dirige al castello, assediandolo assieme ai Mangiamorte. Resosi conto che la bacchetta non gli obbedisce pienamente, uccide Piton, ritenendolo il legittimo padrone della bacchetta in quanto assassino di Silente. Dopo aver concesso un ultimatum a Harry, dicendo che avrebbe lasciato vivere tutti se si fosse fatto uccidere, lo attende nella Foresta Proibita; al giungere del ragazzo lo attacca con l'Avada Kedavra, colpendolo in pieno ed apparentemente uccidendolo, ma in realtà distruggendo solo il frammento della propria anima presente in lui. Al suo ingresso a Hogwarts con quello che crede il cadavere di Harry, viene sfidato da Neville Paciock, che nonostante gli attacchi riesce a uccidere Nagini, l'ultimo suo Horcrux rimasto, con la spada di Grifondoro. Durante la battaglia Harry si rivela ancora vivo, poiché il sangue che Voldemort ha utilizzato per riottenere una forma fisica ha fatto sì che la protezione nata dal sacrificio di Lily restasse sempre attiva. Il ragazzo gli rivela la verità sulla morte di Silente, su come il vero padrone della Bacchetta di Sambuco sia stato in passato Draco Malfoy (in quanto colui che aveva disarmato Silente prima che questi venisse ucciso da Piton) e su come sia diventata di Harry quando a sua volta disarmò Draco a villa Malfoy. Il mago oscuro non può quindi ucciderlo ma, furibondo, lo attacca. Quando gli incantesimi dei due si scontrano, il sortilegio mortale di Voldemort gli si ritorce contro, uccidendolo definitivamente.

## Descrizione

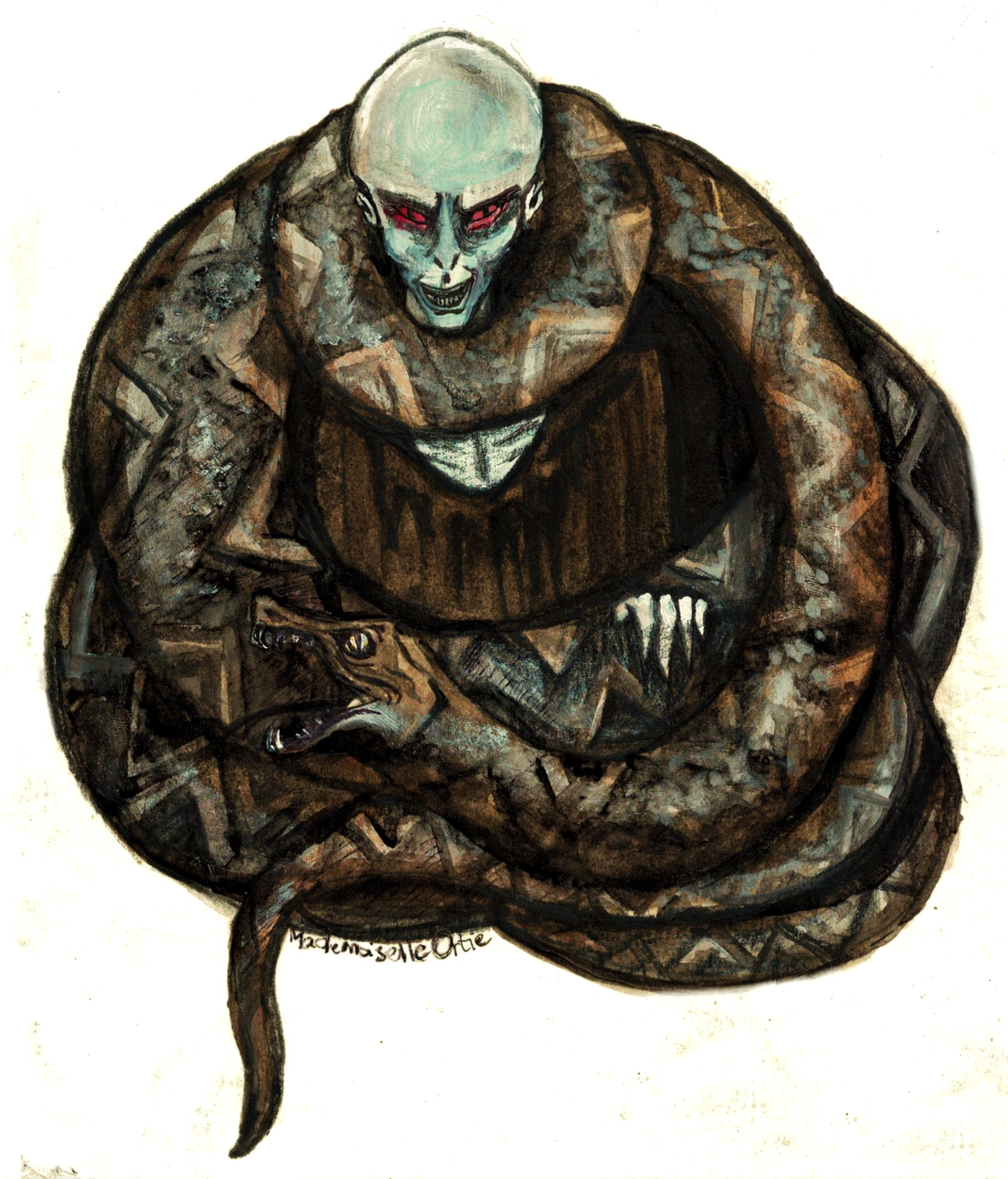
Rappresentazione artistica di Lord Voldemort e Nagini

### Aspetto fisico
Nei suoi anni giovanili Tom Riddle è descritto come un ragazzo di bell'aspetto, dalla carnagione pallida, i capelli scuri e gli occhi marroni. In seguito, continuando a suddividere la sua anima nei vari Horcrux, il suo aspetto muta divenendo meno umano, a riflettere le trasformazioni che ha subito lacerando la sua anima: gli occhi divengono rossi con la pupilla verticale e il volto cadaverico, con due fessure per narici, privo di naso, capelli e labbra e simile a un teschio.

### Carattere e personalità

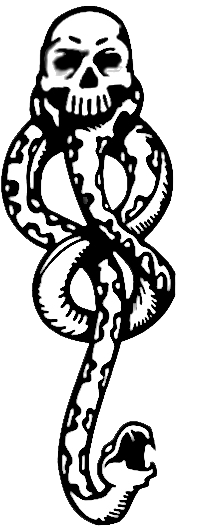
Il Marchio Nero, simbolo di Voldemort

Nel mondo di Harry Potter, Voldemort incarna il male in tutte le sue forme: è freddo, cinico, sadico, calcolatore, spietato e crudele, uccide e fa del male alle persone per puro divertimento, non è in grado di provare alcuna forma di compassione e rimorso e non tiene in considerazione la vita di alcuno eccetto sé stesso. Non è inoltre capace di comprendere alcun sentimento positivo, come l'amore, l'amicizia e il sacrificio per gli altri; a detta dell'autrice ciò è causato dal fatto di essere stato concepito sotto l'influsso di un filtro d'amore, ovvero non da un sentimento amoroso reale e genuino ma solo da una sua riproduzione. La Rowling ha però affermato anche che se la madre fosse sopravvissuta e lo avesse allevato con amore, la sua vita avrebbe potuto essere radicalmente diversa. Tale interpretazione è ripresa anche da altri critici e da Ralph Fiennes, l'attore che impersona il personaggio, secondo cui Voldemort nasconderebbe in realtà dietro il suo comportamento una grande solitudine, causata dal fatto di essere cresciuto senza nessuno che gli abbia mai davvero voluto bene.
Voldemort persegue degli ideali di purezza di sangue e di superiorità della popolazione magica nei confronti di quella babbana. Sebbene riversi il suo odio sui maghi non purosangue, egli stesso è un mezzosangue. In un'intervista del 2000 alla BBC, la Rowling ha paragonato questo aspetto del personaggio a quello di un bullo che odia sé stesso, sostenendo che spesso i peggiori bulli prendono quelli che sanno essere i loro difetti e li addossano a qualcun altro, provando poi a distruggerlo. Al tempo stesso però ammette e accetta inconsciamente di essere un mezzosangue. Un esempio di questa sua ambiguità verso la sua natura si ritrova nella scelta del bambino che secondo la profezia sarebbe stato la causa della sua morte: sebbene la profezia, per come è formulata, possa riferirsi tanto a Harry quanto a Neville Paciock, bambino purosangue che rispecchia quindi i suoi ideali di perfezione, Voldemort ritiene che il pericolo maggiore provenga dal primo, in quanto mezzosangue come lui.
In Harry Potter e il principe mezzosangue Silente e Harry analizzano il passato del mago oscuro attraverso i ricordi di varie persone, al fine di delinearne la personalità per trovare le sue debolezze. L'analisi caratteriale che ne emerge è assimilabile a quella dei serial killer: infanzia infelice e solitaria, assenza di qualsiasi parente o figura genitoriale, violenza contro i più deboli e tendenza a collezionare trofei, quest'ultima evidenziata dai furti degli oggetti personali degli altri bambini all'orfanotrofio e dalla strenua ricerca di reliquie di grandi maghi del passato da trasformare in Horcrux. La scelta di oggetti di nobili origini come contenitori della sua anima, preferiti a oggetti comuni ben più facili da nascondere e occultare, è da ricercarsi nella sua necessità di rinforzare la visione "divina" di sé, che può essere riscontrata anche nel suo bisogno di controllare e manipolare gli altri, come ad esempio i Mangiamorte attraverso il Marchio Nero.
Nel suo cammino Voldemort ha fatto uso della sua intelligenza superiore alla norma, del suo carisma e del suo fascino, che lo hanno aiutato a creare una falsa immagine di sé, a procurarsi numerosi seguaci e a circonvenire gli altri. Ogni sua decisione rivela una mente tanto brillante quanto malvagia, composta tanto di luci quanto di ombre. Tutto il suo operato lascia intendere un'immensa brama di potere e l'ambizione di divenire immortale e superiore a tutti. In generale disprezza tutto ciò che è ordinario, sfruttando ogni mezzo possibile per elevarsi al di sopra degli altri: a detta della Rowling, infatti, qualora dovesse guardare nello Specchio delle Brame, che mostra i più profondi desideri di chi vi si osserva, vedrebbe sé stesso onnipotente ed eterno. Nel suo cuore alberga però la paura umana della morte, che Voldemort ritiene una vergognosa e ignobile debolezza e cerca di superarla rendendosi immortale con la creazione degli Horcrux. I suoi difetti più grandi, nonché cause primarie dei suoi fallimenti, sono la vanità e l'arroganza: egli rifiuta infatti di ammettere i propri errori, preferendo addossare gli sbagli ai suoi seguaci o al caso, nonché di conoscere e apprendere ciò che non ritiene degno della sua attenzione, come i poteri degli elfi domestici o l'amore di una madre per il figlio.

## Poteri e oggetti magici
Voldemort è uno dei maghi più potenti di tutti i tempi: riesce infatti a tener testa, in uno scontro, ad Albus Silente, ritenuto il miglior mago vivente. È inoltre il primo ad aver scoperto il metodo per volare senza bisogno di una scopa, insegnandolo poi a Severus Piton, e l'unico caso noto di mago che abbia creato più di un Horcrux, subendo però, come effetto collaterale per aver lacerato continuamente la sua anima, ripetute mutazioni fisiche: lui stesso ammette di essersi spinto oltre i limiti della magia più di chiunque altro prima di lui. Essendo discendente in linea diretta di Salazar Serpeverde, è in grado di parlare serpentese. È poi capace di evocare e controllare gli inferi e di possedere creature viventi.

### Bacchetta magica
La bacchetta di Voldemort è in legno di tasso: la Rowling lo ha scelto perché la sua linfa è velenosa e simboleggia la morte. Il nucleo è costituito da una piuma di fenice, proveniente da Fanny, la fenice di Silente, dalla quale deriva anche la piuma che forma il nucleo della bacchetta di Harry: ciò ha instaurato un legame anomalo tra le due bacchette, acuito dalla presenza di un frammento dell'anima del mago oscuro all'interno del ragazzo. A causa di questo legame Voldemort è impossibilitato a uccidere Harry nel quarto libro: tenta quindi di rimediare a questa situazione prendendo in prestito la bacchetta di Lucius Malfoy, che però viene distrutta dalla bacchetta di Harry, e successivamente andando alla ricerca della Bacchetta di Sambuco, che riuscirà a ottenere trafugandola dalla tomba di Silente, suo precedente proprietario. Tuttavia, poiché Silente è stato disarmato da Draco Malfoy prima di morire, e questi in seguito è stato a sua volta disarmato da Harry che diventa così il padrone della bacchetta, Voldemort non ne è il legittimo proprietario, non potendone quindi sfruttare appieno il potere e uscendo così sconfitto e ucciso dal confronto finale con la sua nemesi.

### Horcrux
Un Horcrux è un oggetto nel quale un mago o una strega riversa una parte della sua anima. Come accennato, nonostante in passato molti maghi oscuri li abbiano utilizzati, Voldemort è l'unico noto ad aver mai creato volontariamente più di un Horcrux. Sceglie infatti di dividere la sua anima in sette parti, inserendone sei negli Horcrux e lasciandone soltanto una dentro di lui, poiché il numero sette rappresenta un numero molto potente per la magia. Ogni suo Horcrux è associato a un particolare omicidio compiuto (uccidere una persona è l'unico gesto così malvagio da dividere l'anima, in modo da poterne inserire una parte in un Horcrux) ed è nascosto nei luoghi per lui più significativi:
- Il diario di Tom Riddle è il primo Horcrux a comparire nella serie, sebbene non venga immediatamente presentato come tale. Al suo interno Riddle, nel periodo del suo quinto anno da studente di Hogwarts, ha inserito magicamente informazioni sul fatto che lui è l'erede di Serpeverde, sul luogo dove trovare la camera dei segreti e su come aprirla. L'omicidio che sfrutta per crearlo è quello di Mirtilla Elizabeth Warren, compiuto utilizzando il basilisco. Affida poi il diario a Lucius Malfoy, che lo nasconde tra gli effetti personali di Ginny Weasley nella speranza di poter incastrare il padre Arthur. Viene distrutto da Harry utilizzando una zanna della creatura. L'autrice lo ha ideato prendendo spunto da un diario tenuto dalla sorella, dove scriveva i suoi pensieri più intimi; la sua più grande preoccupazione era che qualcuno lo leggesse, e da qui le venne l'idea di un manoscritto animato che danneggiasse chi vi scriveva sopra.[64]

- L'anello di Orvoloson è un anello con incastonata la Pietra della Resurrezione, tramandato da generazioni nella famiglia Gaunt. Poiché sulla pietra è inciso il blasone dei Peverell, Voldemort lo interpreta come un simbolo delle sue origini nobili, rubandolo a suo zio Orfin e trasformandolo in Horcrux attraverso l'omicidio di suo padre Tom Riddle. Dopo averlo indossato per qualche tempo, decide di nasconderlo nella vecchia catapecchia dei Gaunt, dove viene trovato da Silente, che lo distrugge usando la spada di Grifondoro.

- Il medaglione di Serpeverde è una collana appartenuta in passato a Salazar Serpeverde, sulla quale è impresso il suo noto simbolo. Tramandato dai suoi discendenti, giunge infine a Merope Gaunt, madre di Voldemort stesso, la quale lo vende per pochi soldi per poter sopravvivere fino alla nascita di suo figlio. Viene poi acquistato da Hepzibah Smith, un'anziana e benestante signora: uccisa questa, Riddle trafuga sia la collana sia la coppa di Tassorosso, anch'essa in possesso di Hepzibah. Il medaglione viene trasformato in Horcrux con l'omicidio di un vagabondo e nascosto in una caverna sottomarina protetta da degli inferi; viene però trafugato da Regulus Arcturus Black con l'aiuto di Kreacher, sostituito nella caverna da un comune medaglione senza valore e portato al numero 12 di Grimmauld Place, dove viene rubato da Mundungus Fletcher, che lo vende a Dolores Umbridge. Viene poi nuovamente recuperato da Harry, Ron e Hermione in un'irruzione al Ministero e infine distrutto da Ron con la spada di Grifondoro.

- La coppa di Tassorosso è una piccola coppa dorata appartenuta alla fondatrice di Hogwarts Tosca Tassorosso ed entrata in possesso di Hepzibah Smith, discendente della stessa Tassorosso. Dopo aver ucciso la donna, Voldemort trasforma la coppa in Horcrux sfruttando tale omicidio. Viene affidata ai Lestrange, che la rinchiudono nella loro camera blindata alla Gringott, dalla quale viene poi trafugata da Harry, Ron e Hermione. Viene distrutta da quest'ultima con una zanna del basilisco.

- Il diadema di Corvonero è un diadema appartenuto alla fondatrice di Hogwarts Priscilla Corvonero, alla quale venne rubato dalla figlia Helena e nascosto nel cavo di un albero in Albania. Trovato da Riddle dopo aver ottenuto informazioni dal fantasma di Helena, viene trasformato in Horcrux con l'uccisione di un paesano e nascosto a Hogwarts, ritenuto da Voldemort la sua prima vera casa, nella Stanza delle Necessità. Viene infine trovato da Harry e distrutto involontariamente da Vincent Tiger con l'incantesimo Ardemonio.

- Nagini è il serpente femmina di Voldemort, che egli porta sempre con sé ovunque vada, esercitando un grande controllo su di lei ed affidandole anche alcuni omicidi. È l'unico Horcrux creato dopo la sua prima caduta, in seguito al tentativo fallito di uccidere il piccolo Harry: anni dopo entra in contatto con Bertha Jorkins, dipendente del Ministero, alla quale estorce informazioni sul Torneo Tremaghi per poi ucciderla, trasformando così Nagini nel suo ultimo Horcrux. Viene uccisa da Neville con la spada di Grifondoro durante la battaglia di Hogwarts.

A questi si aggiunge Harry Potter stesso, che viene involontariamente trasformato in Horcrux da Voldemort il giorno in cui prova ad ucciderlo: la sua anima è infatti talmente mutilata e instabile che, quando Voldemort viene colpito dal rimbalzo della sua maledizione, un frammento della sua anima si stacca da lui ed entra nell'unico essere vivente lì presente, ossia proprio il piccolo Potter. Ciò provoca una connessione mentale ed empatica tra i due, oltre a conferire al ragazzo la capacità di parlare il serpentese. Il frammento viene distrutto da Voldemort stesso quando prova a uccidere Harry nella Foresta Proibita nel settimo libro.
Ogni Horcrux da lui creato volontariamente ha un significato preciso: il diario è una testimonianza delle sue abilità e della sua identità, nonché un'accettazione involontaria e inconsapevole della sua natura da mezzosangue, gli oggetti dei fondatori e l'anello di Orvoloson sono i simboli di un retaggio nobile e Nagini sottolinea la sua appartenenza alla casa di Serpeverde. Gli Horcrux di Voldemort sono stati paragonati all'Unico Anello dell'universo creato da J. R. R. Tolkien, avendo in comune le caratteristiche di contenere una parte dell'anima del creatore e di corrompere l'animo di chi li possiede.

## Altri media

### Adattamenti cinematografici

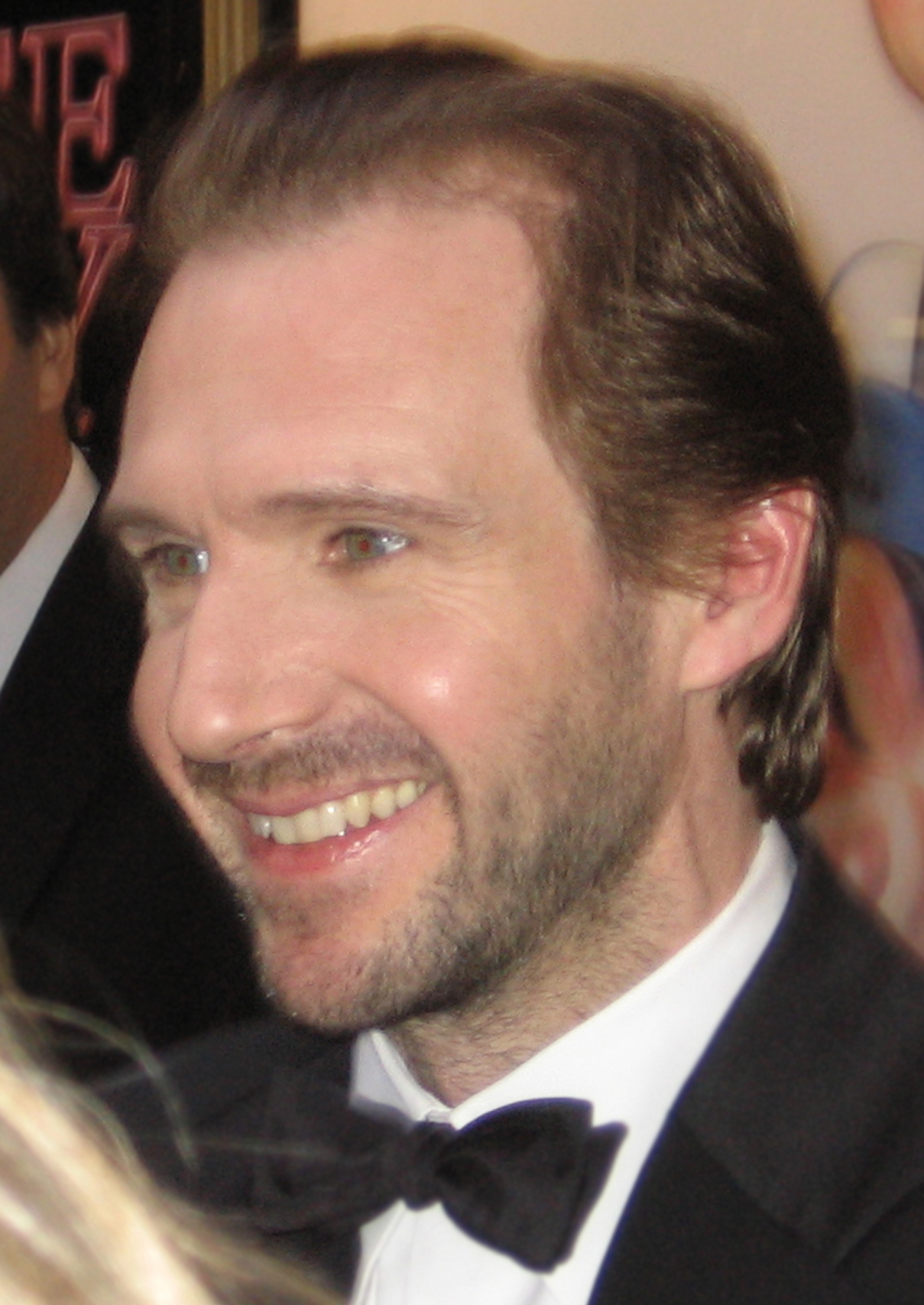
Ralph Fiennes, interprete di Lord Voldemort

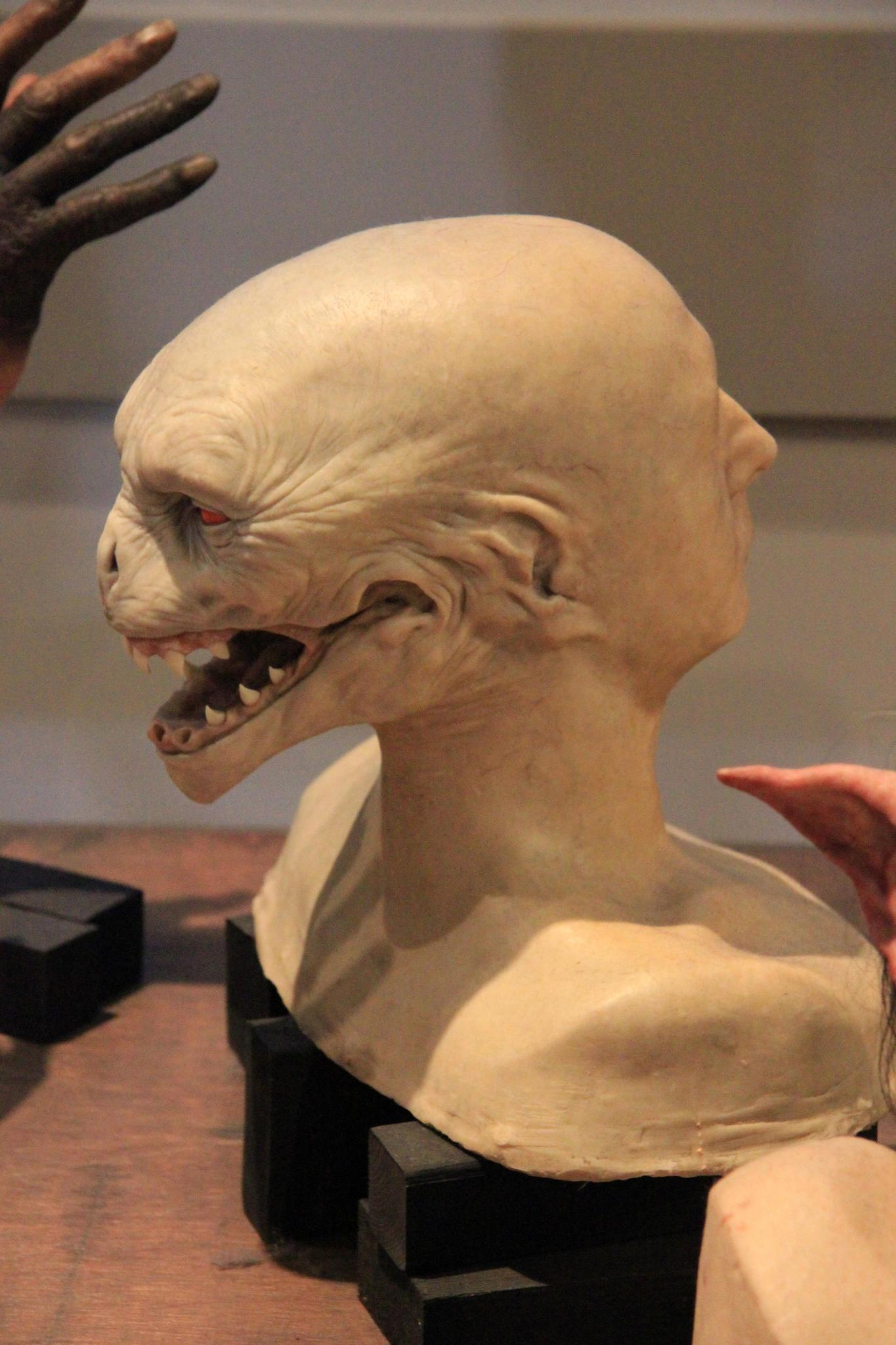
La prima versione, poi scartata, del volto di Voldemort nel primo film

Voldemort compare in tutti i film della serie cinematografica eccetto Harry Potter e il prigioniero di Azkaban. In essi è mostrato in varie incarnazioni ed età, rendendo necessaria la sua interpretazione da parte di più attori. Nel primo film il Signore Oscuro è interpretato da due attori differenti: nel flashback in cui uccide i coniugi Potter è infatti interpretato da Richard Bremmer, mentre alla sua seconda apparizione nella Foresta Proibita e nella scena finale a interpretarlo è lo stesso attore di Quirinus Raptor, Ian Hart, al quale sono stati modificati al computer il viso e la voce. Originariamente, in quest'ultima scena, il volto di Voldemort era stato pensato come molto più terrificante e inumano di quello poi utilizzato, più simile a quello di un serpente e dotato denti aguzzi e mascella dislocabile: tale scelta estetica è stata scartata in quanto sarebbe risultato troppo spaventoso per i bambini.
A partire dal quarto film, Lord Voldemort è sempre stato interpretato dall'attore britannico Ralph Fiennes: egli prese la decisione di interpretare il personaggio dopo che sua sorella lo chiamò per digli di accettare quel ruolo, essendo il mago oscuro un ruolo importante all'interno del film, e che i suoi figli stavano leggendo i libri della serie. Il Signore Oscuro dei film appare leggermente diverso da come descritto nei romanzi: è avvolto da una lunga veste nera che si materializza intorno a lui nell'istante in cui riassume la sua forma umana e ha gli occhi azzurri di Fiennes, contrariamente alla descrizione della Rowling, che gli attribuisce occhi rossi e pupille verticali. Il naso, attraverso la computer-grafica, è invece reso piatto e aderente alla pelle del viso come descritto nel quarto libro. L'interpretazione di Fiennes è stata giudicata troppo differente dal Voldemort "freddo e calcolatore" descritto nei libri, a causa delle espressioni facciali e dei gesti che, secondo alcuni fan, fanno sembrare il Signore Oscuro cinematografico più comico che terrificante. Altri, invece, affermano che Fiennes è riuscito a rendere alla perfezione il distaccamento emotivo e la sete di potere di Voldemort senza farlo cadere nello scontato, affermando inoltre che il superbo lavoro di makeup ed effetti speciali riesce a creare un'immagine destinata a rimanere impressa nelle menti degli spettatori. Per la sua interpretazione Fiennes ha ricevuto una candidatura al premio come miglior cattivo agli MTV Movie Awards 2006.
Riddle appare anche in diversi flashback con il suo aspetto umano originario: a quindici e a undici anni in Harry Potter e il principe mezzosangue, interpretato rispettivamente da Frank Dillane e da Hero Fiennes-Tiffin, nipote di Ralph Fiennes, e a sedici anni quando compare sotto forma di ricordo in Harry Potter e la camera dei segreti, interpretato da Christian Coulson.

### Altre apparizioni
Nell'opera teatrale Harry Potter e la maledizione dell'erede, pur non comparendo direttamente, Voldemort è un personaggio chiave: si scopre infatti che prima della battaglia di Hogwarts ha avuto una figlia, Delphini Riddle, da Bellatrix Lestrange; questa tenta di riportare il padre in vita utilizzando una giratempo per modificare il passato, ma viene ostacolata da Albus Severus Potter e Scorpius Malfoy. L'idea di un Voldemort padre è stata accolta negativamente dalla maggior parte della critica e dei fan della serie, in quanto lo "umanizza" eccessivamente rispetto alla caratterizzazione che ne viene data nei romanzi.
Compare anche nel film d'animazione LEGO Batman - Il film (2017), spin-off di The LEGO Movie (2014) inerente all'omonimo franchise, dove è uno dei prigionieri della Zona Fantasma che Joker recluta per dominare Gotham City. Sebbene Ralph Fiennes nel film presti la voce ad Alfred Pennyworth, non riprende il suo ruolo di Voldemort, che è invece doppiato da Eddie Izzard. Oltre a essere presente nei videogiochi della saga di Harry Potter è un personaggio giocabile in LEGO Dimensions, dove la sua voce è resa attraverso dei file d'archivio tratti dai film. Nel 2018 è uscito Voldemort: Origins of the Heir, un prequel cinematografico non ufficiale prodotto dalla compagnia italiana Tryangle Films che racconta gli avvenimenti accaduti durante la sua prima ascesa al potere.

## Accoglienza

### Critica
Diverse pubblicazioni hanno definito Voldemort come uno dei personaggi più memorabili della serie. Nel 2014, ad esempio, WatchMojo lo ha nominato settimo nella lista dei dieci personaggi migliori di Harry Potter e al primo posto nella lista dei dieci cattivi più crudeli della serie, mentre IGN lo ha incluso al settimo posto nella lista dei migliori personaggi di Harry Potter, definendolo «veramente spaventoso». Il personaggio è diventato inoltre uno degli antagonisti letterari e cinematografici più iconici e riconosciuti in assoluto, come attestato da IGN, che lo ha incluso nella lista dei cento migliori cattivi di sempre al settimo posto. Damon Lindelof lo descrive come il cattivo più crudele di sempre, definendolo dotato di una «superiorità malevola» rispetto agli altri, mentre secondo Helen Earnshow la sua malvagità può essere percepita anche quando non è presente e influenza le decisioni degli altri personaggi.
Andrew Slack e l'organizzazione attivista Harry Potter Alliance paragonano l'oligopolio mediatico degli Stati Uniti al regime di Voldemort ne I Doni della Morte e al suo controllo sulla Gazzetta del Profeta. Julia Turner di Slate ha invece notato similitudini tra gli eventi de Il principe mezzosangue e la guerra al terrorismo, affermando che Voldemort compie terrorismo distruggendo ponti, assassinando innocenti e obbligando bambini a uccidere persone più grandi di loro.
Voldemort è stato anche paragonato ad altri famosi antagonisti letterari e cinematografici, ad esempio Sauron de Il Signore degli Anelli; entrambi, durante il periodo in cui si svolge la narrazione, tentano infatti di restaurare il loro potere perduto dopo essere stati considerati morti o comunque non più rappresentanti una minaccia, e sono così temuti da portare la gente a non voler pronunciare i loro nomi. Secondo James Washick, la Rowling avrebbe utilizzato inoltre lo stereotipo dell'"orfano vittoriano" (parenti morti o scomparsi, cresciuto in un orfanotrofio, con pochi lasciti da parte della famiglia) rappresentato da Oliver Twist per creare Tom Riddle, differenziandolo però dal ragazzino di Charles Dickens attraverso il carattere: mentre il secondo è un esempio perfetto di bontà e innocenza, Riddle è innaturalmente crudele e sadico; invece Greg Currie, professore all'università di Nottingham, afferma che Voldemort è assimilabile a Bill Sikes, antagonista nel romanzo di Dickens.
Sono stati poi ipotizzati collegamenti tra alcuni dei personaggi principali e la storia dei tre fratelli: Voldemort in particolare viene associato ad Antioch Peverell, il fratello morto cercando di ottenere il potere attraverso la Bacchetta di Sambuco. La teoria, che prevede anche l'associazione di Piton e Harry agli altri due fratelli e Silente alla Morte, è stata notata e definita «calzante», nonché la sua preferita, dalla Rowling.

### Influenza culturale

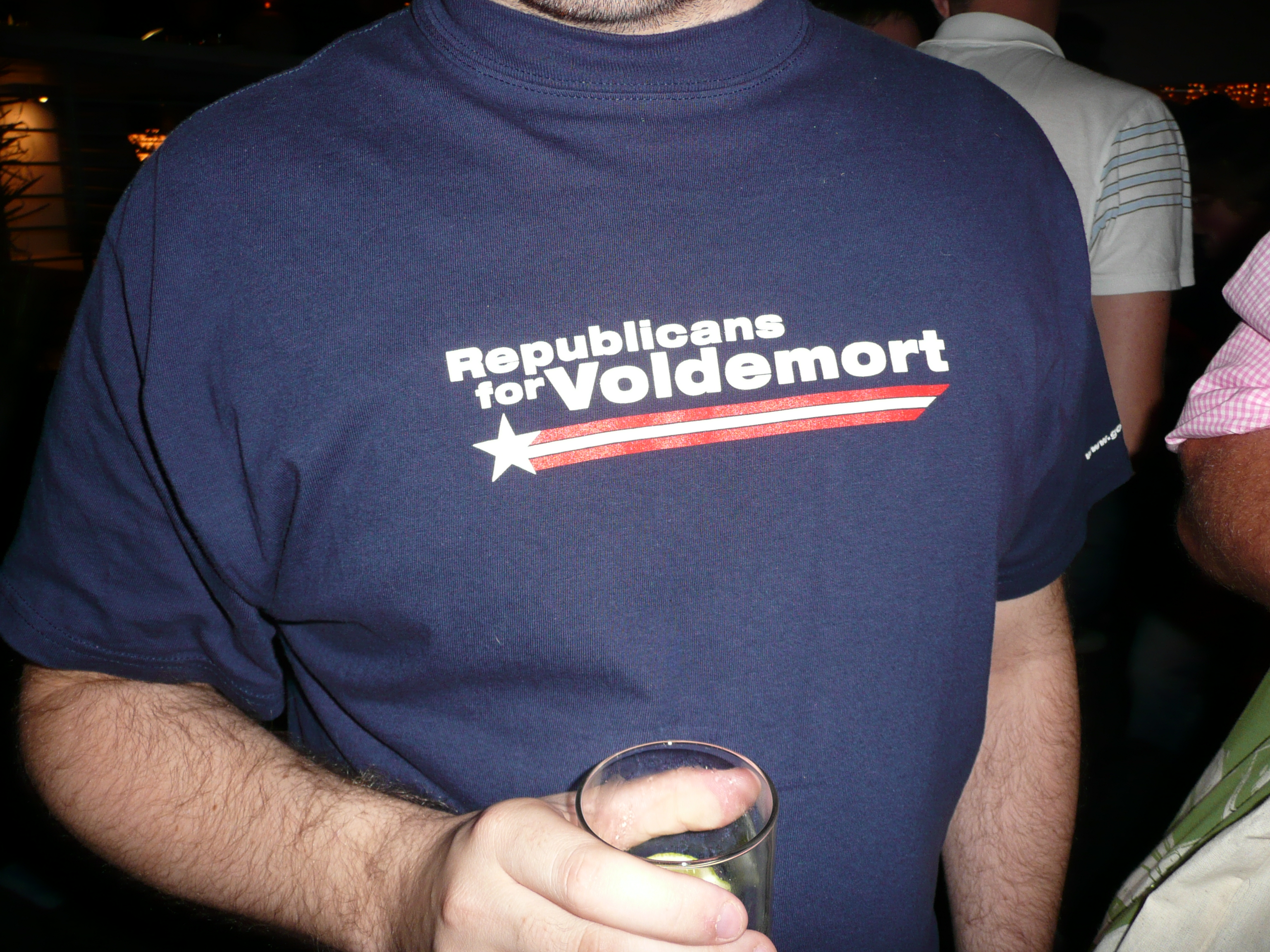
Maglietta con slogan che associa l'ideologia dei repubblicani a quella di Voldemort

Molte campagne mediatiche hanno utilizzato il nome di Voldemort per connotare negativamente politici, industrie e mass media. Il criminale Norbert Feher in una lettera si autodefinisce «un Lord Voldemort» perché giudicato dai media «insensibile e senza emozioni».
Voldemort è anche un nome ricorrente tra i gruppi di wizard rock: Voldemort Can't Stop the Rock! è il secondo album degli Harry and the Potters, e il personaggio è nominato in canzoni come The Dark Lord Lament e Flesh, Blood, and Bone. In una sequenza volta a celebrare la letteratura britannica per ragazzi alla cerimonia di apertura dei Giochi della XXX Olimpiade a Londra, un Voldemort gonfiabile compare assieme ad altri antagonisti letterari, come la Regina di cuori, Capitan Uncino e Crudelia De Mon, per infestare i sogni dei bambini prima dell'arrivo di un gruppo di oltre trenta Mary Poppins che discendono dal cielo con degli ombrelli per sconfiggerli. Nel 2024, un gruppo di ricercatori australiani si è ispirato a Voldemort per dare il nome ad una nuova specie di formiche, chiamate Leptanilla voldemort a causa della loro assenza di pigmentazione, che le rende pallide come il personaggio.
Il personaggio di Voldemort ha subito svariate parodie. Nell'episodio La paura fa novanta XIII della serie I Simpson Montgomery Burns compare come Lord Montymort. Una sua parodia compare nella serie animata Le tenebrose avventure di Billy e Mandy come Lord Moldybutt, nemico di Nigel Planter (parodia di Harry). Nel 2015 è stata pubblicata su YouTube una parodia del brano Uptown Funk intitolata Dark Lord Funk, che vede protagonisti il Signore Oscuro e i Mangiamorte che ballano sulle note del brano mentre cantano una versione riadattata della canzone; la parodia ha suscitato l'interesse della Rowling, che l'ha definita «un lavoro da geni»; inoltre, è stata giudicata la seconda miglior parodia su Harry Potter dal sito Watchmojo.com. In A Very Potter Musical, parodia della serie opera del Team StarKid, Voldemort è interpretato dall'attore Joe Walker: nello spettacolo il mago oscuro è legato da una profonda amicizia a Quirinus Raptor, gestisce un video blog e ha un'insolita passione per Zac Efron, tale da spingerlo a trasformare un poster di quest'ultimo in uno dei suoi Horcrux.